# Dieynaba Diallo (taekwondo)
Pour les articles homonymes, voir Dieynaba Diallo.
Dieynaba Diallo est une taekwondoïste sénégalaise.

## Carrière
Dieynaba Diallo participe aux Championnats d'Afrique de taekwondo 2001 se déroulant à Dakar, obtenant la médaille de bronze dans la catégorie des moins de 59 kg. Elle pratique également la boxe anglaise , le krav maga, le kung fu et le MMA.
Elle devient par la suite entraîneur au Sénégal et forme des hommes à la garde rapprochée. En 2008, elle ouvre un centre de formation de taekwondo à Yeumbeul.